# Accadde in paradiso
Accadde in paradiso (Made in Heaven) è un film del 1987 diretto da Alan Rudolph.

## Trama
Anni cinquanta, Pennsylvania. Mike Shea sogna di abbandonare la vita di provincia e di andare in California con la fidanzata Brenda Carlucci, ma la ragazza accetta la proposta di matrimonio di un altro uomo, lasciando Mike, che decide quindi di partire da solo. Lungo la strada, Mike si ferma a causa di un incidente stradale, prestando soccorso a una donna e ai suoi due bambini, salvando loro la vita, ma perdendo la sua, annegando. Si ritrova così in paradiso, accolto da sua zia Lisa, che gli spiega come comportarsi nel luogo in cui si trova. Durante uno dei suoi giri, Mike incontra e si innamora di Annie Packert, un'anima non ancora nata.
I due spiriti decidono di sposarsi, ma poco prima del matrimonio Emmett Humbird, il tuttofare del luogo, spiega a Mike che Annie è destinata a nascere sulla Terra. Mike chiede così ad Emmett di poter rinascere sulla Terra in modo da poter raggiungere Annie e ritrovarla. Dopo aver vinto le resistenze del guardiano, Mike riesce a rinascere, assumendo l'identità di Elmo; Annie invece nasce come Allie, figlia di un ex militare statunitense, orfana di madre.
Entrambi vivono le loro vite in maniera parallela e tutte le volte che stanno per incontrarsi, si verifica un evento che li allontana. Mike/Elmo viene adottato da una madre single, vivendo un'infanzia infelice; vive una giovinezza tormentata; parte per la Corea guadagnando una medaglia. Inizia una vita ai margini, venendo coinvolto in una rapina a un tavolo da gioco dalla bionda Lucille; derubato da Lucille di quel poco che aveva, diventa un vagabondo autostoppista.
Un giorno viene raccolto da un'anziana coppia, che gli regala una tromba. La donna gli racconta di aver perso un figlio in un annegamento e qualcosa si risveglia dentro Mike/Elmo, ma non potendo avere memoria di cosa gli fosse successo nella vita precedente, si ripromette di mettere a frutto qualcosa col regalo che gli fa l'anziana coppia. Diventa così un musicista di strada in cerca di fortuna. Finalmente per Mike/Elmo le cose cominciano ad andare per il verso giusto e diventa un compositore di successo.
Annie/Allie vive una giovinezza felice, amata da suo padre, un imprenditore: sposa un compagno di università e diventa una manager di successo. La sua vita sembra scorrere felice, fino a che non inizia una crisi matrimoniale, che la porta poi al divorzio. Inizia a bere, ma suo padre la salva dalla depressione, promettendole di vendere la compagnia e di starle più vicino. Il padre di Annie/Allie muore per problemi cardiaci, lasciandola sola.
Allo scadere del trentesimo compleanno di entrambi, Annie/Allie incontra il suo ex marito accompagnato dalla sua nuova moglie. Annie/Allie così riceve un altro duro colpo e si aggira per la città in lacrime. Mike/Elmo, dopo aver festeggiato l'uscita del suo primo album, esprime il desiderio di passeggiare da solo. Entrambi provati dalle difficoltà della vita e dagli ultimi avvenimenti, sempre alla ricerca di qualcosa che non riescono a trovare, finalmente si incontrano: si riconoscono all'istante e nel medesimo momento ricordano il loro amore celeste, che finalmente può essere vissuto.